# Saison 2016 de l'équipe cycliste BMC Development
La saison 2016 de l'équipe cycliste BMC Development est la quatrième de cette équipe.

## Préparation de la saison 2016

### Arrivées et départs
| Arrivées         | Équipe 2015                                 |
| ---------------- | ------------------------------------------- |
| Leo Appelt       | RC Blau Gelb Langenhagen                    |
| Sam Dobbs        |                                             |
| Pascal Eenkhoorn |                                             |
| Fabian Lienhard  | EKZ Racing                                  |
| Zeke Mostov      | California Giant Berry Farms-Specialized    |
| Martin Schäppi   | Roth Échafaudages                           |
| Pavel Sivakov    | Intégrale Bicycle Club Isle Jourdain Junior |
| Mario Spengler   | RRC Diessenhofen                            |
| Keegan Swirbul   | Axeon                                       |
| Bram Welten      |                                             |

| Départs             | Équipe 2016           |
| ------------------- | --------------------- |
| Valentin Baillifard | Roth                  |
| Tom Bohli           | BMC Racing            |
| Floris Gerts        | BMC Racing            |
| Johan Hemroulle     | Color Code-Arden'Beef |
| Jesse Kerrison      | State of Matter MAAP  |
| Théry Schir         | EKZ Racing            |
| Alexey Vermeulen    | Lotto NL-Jumbo        |
| Loïc Vliegen        | BMC Racing            |
| Tyler Williams      | Axeon-Hagens Berman   |

## Coureurs et encadrement technique

### Effectif

Portraits
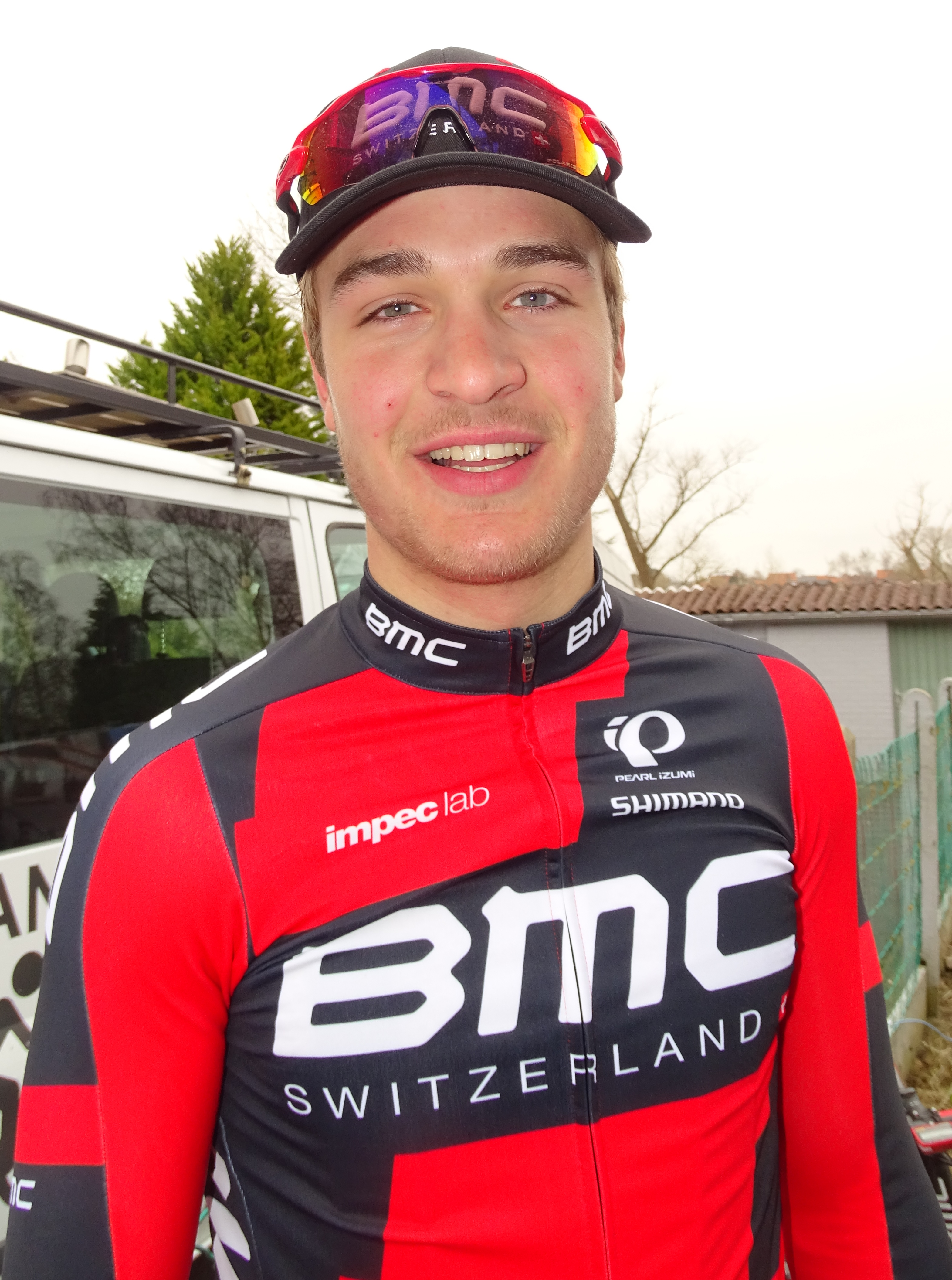
Bram Welten.

| Cycliste             | Date de naissance | Nationalité      | Équipe 2015                                 |  |
| -------------------- | ----------------- | ---------------- | ------------------------------------------- |  |
| Leo Appelt           | 26 mai 1997       | Allemagne        | RC Blau Gelb Langenhagen                    |  |
| Sam Dobbs            | 14 mars 1997      | Nouvelle-Zélande |                                             |  |
| Pascal Eenkhoorn     | 8 février 1997    | Pays-Bas         |                                             |  |
| Taylor Eisenhart     | 14 juin 1994      | États-Unis       | BMC Development                             |  |
| Kilian Frankiny      | 26 janvier 1994   | Suisse           | BMC Development                             |  |
| Fabian Lienhard      | 3 septembre 1993  | Suisse           | EKZ Racing                                  |  |
| Zeke Mostov          | 30 juillet 1996   | États-Unis       | California Giant Berry Farms-Specialized    |  |
| Patrick Müller       | 18 avril 1996     | Suisse           | BMC Development                             |  |
| Martin Schäppi       | 12 décembre 1996  | Suisse           | Roth Échafaudages                           |  |
| Pavel Sivakov        | 17 juillet 1997   | Russie           | Intégrale Bicycle Club Isle Jourdain Junior |  |
| Lukas Spengler       | 16 septembre 1994 | Suisse           | BMC Development                             |  |
| Mario Spengler       | 27 août 1997      | Suisse           |                                             |  |
| Keegan Swirbul       | 2 septembre 1995  | États-Unis       | Axeon                                       |  |
| Bas Tietema          | 29 janvier 1995   | Pays-Bas         | BMC Development                             |  |
| Nathan Van Hooydonck | 12 octobre 1995   | Belgique         | BMC Development                             |  |
| Bram Welten          | 29 mars 1997      | Pays-Bas         |                                             |  |

- Portraits
- Bram Welten.

## Bilan de la saison

### Victoires
| Date       | Course                                              | Pays      | Classe | Vainqueur            |
| ---------- | --------------------------------------------------- | --------- | ------ | -------------------- |
| 28/03/2016 | Giro del Belvedere                                  | Italie    | 1.2U   | Patrick Müller       |
| 01/04/2016 | 1re étape du Triptyque des Monts et Châteaux        | Belgique  | 2.2    | Bram Welten          |
| 01/05/2016 | Championnat de Belgique du contre-la-montre espoirs | Belgique  | CN     | Nathan Van Hooydonck |
| 13/05/2016 | Prologue du Tour de Berlin                          | Allemagne | 2.2U   | BMC Development      |
| 12/06/2016 | 4e étape de la Ronde de l'Oise                      | France    | 2.2    | Nathan Van Hooydonck |
| 22/06/2016 | Championnat de Suisse du contre-la-montre espoirs   | Suisse    | CN     | Martin Schäppi       |
| 13/07/2016 | 1re étape du Tour de la Vallée d'Aoste              | Italie    | 2.2U   | BMC Development      |
| 16/07/2016 | 4e étape du Tour de la Vallée d'Aoste               | Italie    | 2.2U   | Kilian Frankiny      |
| 17/07/2016 | Classement général du Tour de la Vallée d'Aoste     | Italie    | 2.2U   | Kilian Frankiny      |
| 11/09/2016 | Championnat de Suisse sur route espoirs             | Suisse    | CN     | Lukas Spengler       |